# アイリス仮説

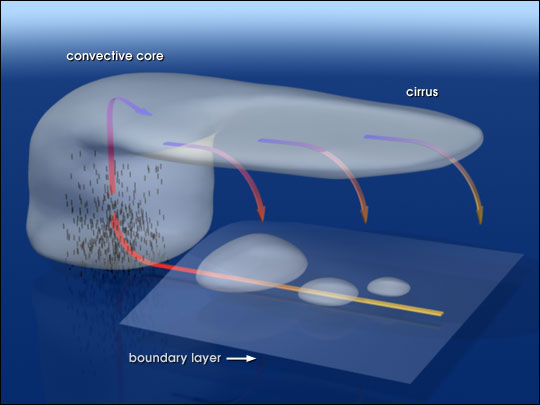
熱帯海洋上の暖かく湿った空気は対流コアと呼ぶ鉛直方向に発達した雲を形成し、水平方向に発達させた巻雲の雲頂から上空で冷却され重たくなった空気は降下し、上部対流圏は加湿される。境界層下の海洋表面近くでは、空気は常に多湿で、低層雲でしばし満たされている。

アイリス仮説（アイリスかせつ、英: Iris hypothesis）とは2001年にリチャード・リンゼン教授によって提案された理論で、熱帯における海面水温の増加が巻雲の減少と、さらなる地球大気からの赤外放射の漏出をもたらすことを提案している。この提案された赤外放射の漏出はネガティブフィードバックとなり、総合的には冷却効果を持つだろうと仮定された。多数派の見解では、海面水温の増加は海面をさらに暖める効果をもつであろう巻雲の増加を引き起こし、その結果、ポジティブフィードバックになるだろうとしている。
以来、他の科学者達が仮説の検証を行ってきた。一部の科学者は仮説を支持する証拠は全くないと結論づけた。一方の科学者は、熱帯における海面水温の増加が実際に巻雲を減少させた証拠を見出したが、それでも、その効果はリンゼンの仮定したネガティブフィードバックではなく、むしろポジティブフィードバックになることが分かった。しかし、比較的最近になって、仮説を支持する可能性を持つ証拠がいくつか目に付くようになってきた。
たとえば、気候モデルでは地表面よりも対流圏において著しい温暖化を示しているが、実際には対流圏における著しい温暖化は観測されていない。これは気候モデルにおける不確実性に対して雲の存在が大きな割合を占めていることを示唆している。熱帯の雲は虹彩（アイリス）のように開閉し、余剰エネルギーを放出する巨大な放熱口として機能しており、この巨大な熱帯放熱口は気温を一定に保つように働き、非常に強いネガティブ・フィードバックとなる。この熱帯放熱口は気候モデルでは再現できず、気候モデルと現実の対流圏における気温変化との著しい乖離を示す要因の一つになっている。